# لويجي دي بارتولوميو
لويجي دي بارتولوميو هو سياسي إيطالي، ولد في 7 يناير 1943 في كامبوباسو في إيطاليا. نشط حزبياً في حزب شعب الحرية.

## مناصب
- انتخب رئيس موليز ‏ (10 مايو 1992 – 11 يونيو 1994).
- انتخب رئيس موليز ‏.
- انتخب عضو مجلس الشيوخ الإيطالي ‏.
- انتخب عمدة كامبوباسو ‏.